# China Digital Times
China Digital Times is een Web 2.0-nieuwswebsite die zich richt op de sociale en politieke overgang in China en de toenemende rol van China in de wereld. De website wordt geregeld geblokkeerd door de Chinese autoriteiten. CDT werd in 2003 opgericht door Xiao Qiang.
De site wordt gehost door de Universiteit van Californië - Berkeley (China Internet Project) en wordt voornamelijk bewerkt door studenten van de faculteit en van de Journalism School, maar ook door vrijwillige bloggers wereldwijd. CDT verzamelt  nieuws, analyses en commentaren over China uit Engelstalige media en vertaalt inhoud en dagelijkse commentaren van leesstof uit de Chinese weblogcultuur. De website verzamelt, vermeerdert en verspreidt de inhoud door middel van Web 2.0-technologie, zoals weblogs, wiki, RSS, social bookmarking, tagging en het delen van foto's en video's.
De inhoud wordt ingedeeld in verschillende rubrieken, waaronder politiek, economie, samenleving, recht, cultuur, wetenschap-technologie, wereld, Hongkong en Taiwan. De website heeft speciale secties voor boekrecensies, multimedia-onderwerpen, podcasting en onderwerpen die langdurig in het nieuws zijn, zoals de milieucrisis, de mensenrechten, de informatierevolutie, de Olympische Spelen van Peking en de great divide. Elke posting wordt ook voorzien van een aantal speciale labels (tags).